# Стад дю Фор Карре
Стад дю Фор Карре (фр. Stade du Fort Carré) — багатофункціональний стадіон у місті Антіб, Франція. Був однією з арен чемпіонату світу з футболу 1938 року. З 1912 року по теперішній час є домашнім стадіоном для клубу «Антіб». Розташований на території прилеглій до Форту Карре. Має 2 кам'яні трибуни, місткість — 4000 місць.
На момент проведення чемпіонату світу стадіон вміщував 24 000 глядачів, і був найбільшим на південному сході Франції. В рамках чемпіонату світу 1938 року приймав один матч на стадії 1/4 фіналу між збірними Швеції та Куби, який відбувся 12 червня, в присутності 7 000 глядачів, завершився з рахунком 8:0 на користь шведів.